# Faronta harveyi
Faronta harveyi là một loài bướm đêm trong họ Noctuidae.